# Texturómetro
Instrumento de laboratorio que se utiliza para analizar la textura de los alimentos, midiendo gran variedad de parámetros físicos.

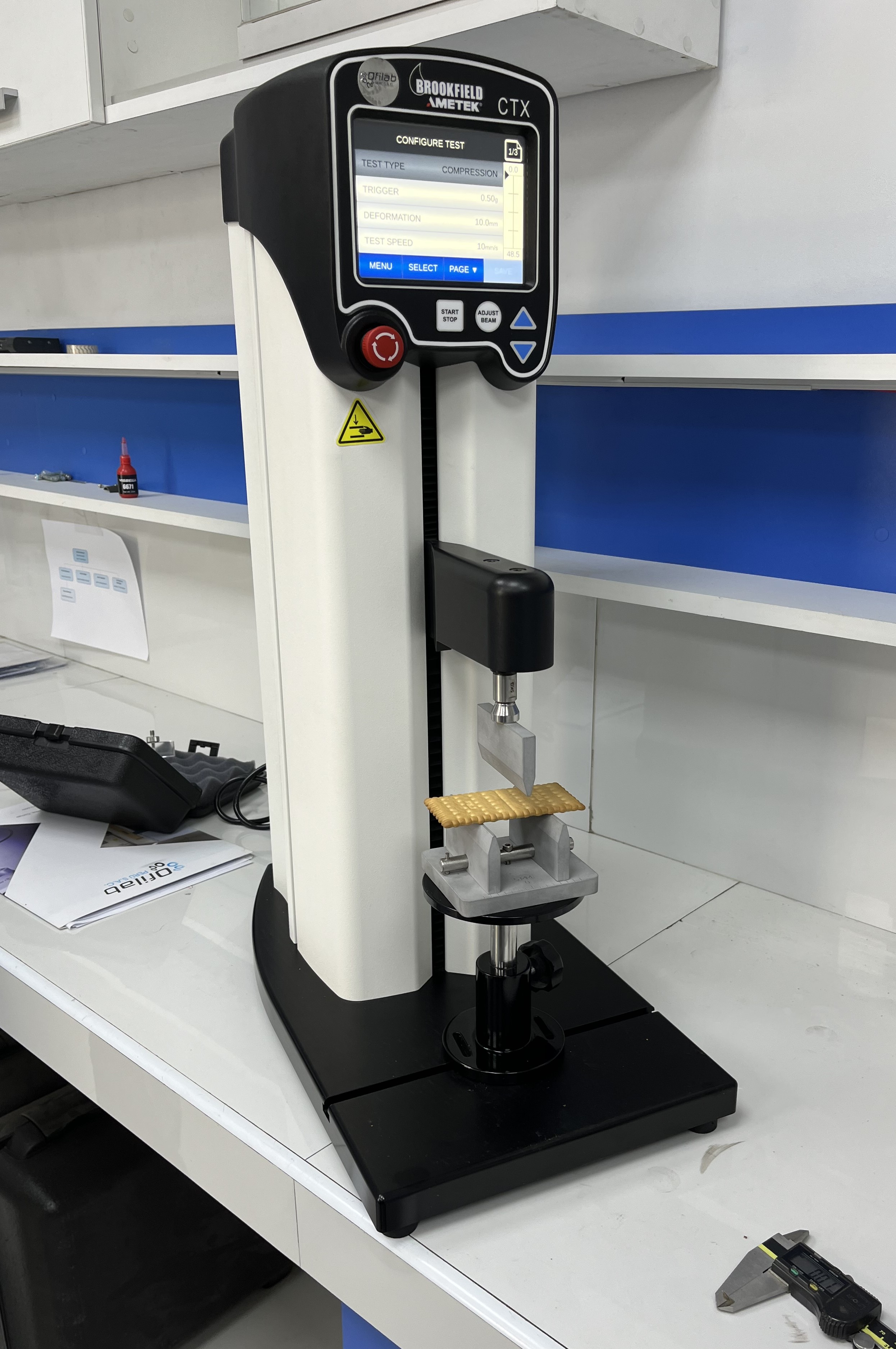
Texturómetro Brookfield CTX con celda de carga y sonda de compresión para ensayos de perfil de textura (TPA).

La medida de la textura en alimentos se remonta a finales del siglo XIX y principios del siglo XX cuando el análisis se basó fundamentalmente en simples evaluaciones sensoriales para detectar y eliminar los defectos. Asimismo, durante los últimos 60 años sufrió el auge como método de investigación y aprendizaje en la educación terciaria en la ciencia, tecnología y medición de textura de procesamiento de alimentos (Szczesniak, 2000).
La historia de los texturómetros está estrechamente relacionada con la evolución de los métodos de análisis físico y la necesidad de caracterizar la textura de materiales y productos, especialmente en alimentos. 

## Análisis TPA
El Análisis TPA es un método de ensayo avanzado que permite la medida de textura de alimentos pero que requiere de herramientas de análisis y un conocimiento profundo de la materia para obtener datos coherentes como ya advirtieron los Dres. Szczesniak y Bourne 

### Parámetros físicos del análisis del perfil de textura de un alimento
Los parámetros se establecieron de acuerdo con Szczesniak (1963) y Bourne (1978) calculados con base a la tabla 1.
- Fracturabilidad: fuerza necesaria para fracturar la muestra, en Newtons (N)
- Dureza: fuerza necesaria para lograr una deformación determinada, en Newtons (N)
- Cohesividad: Resistencia de un material a una segunda deformación con relación a una primera deformación.
- Adhesividad: Trabajo necesario para vencer la fuerza de atracción entre la muestra y una superficie, en Joule (J).
- Elasticidad: Capacidad que tiene una muestra deformada para recuperar su forma o longitud inicial después de que la fuerza haya impactado en ella.Newtons (N)
- Gomosidad: Fuerza necesaria para desintegrar una muestra de alimento semisólido a un estado tal que facilite su ingesta, en Newtons (N).
- Masticabilidad: Fuerza necesaria para masticar un alimento sólido hasta un estado total que permita su ingesta.
- Resistencia, es la distancia de recuperación de un alimento, cuando está enganchado en la sonda, contra más elástico es el alimento más resistente es y más cuesta de desenganchar.
- Resiliencia, contra mayor es la resiliencia, más capacidad tiene el alimento de volver a su forma original. Tiene que ser 1 o menor, no superior porque no puede aumentar el volumen inicial.[4]